# Ansgar Schmitt
Ansgar Schmitt OSB (* 18. März 1910 in Hermsdorf, Böhmen, Österreich-Ungarn; † 24. August 1945 in Schönau, Tschechoslowakei) war ein sudetendeutscher römisch-katholischer Ordensmann, Geistlicher und Märtyrer.

## Leben
Alphons Schmitt trat 1930 nach dem Abitur im Stift Braunau in den Benediktinerorden ein und nahm den Ordensnamen Ansgar an. Am 8. September 1931 legte er die einfachen Gelübde und am 9. September 1934 die Ewigen Gelübde ab. Am 5. Mai 1935 wurde er (nach dem Studium an der Universität Salzburg) zum Priester geweiht. Dann wirkte er als Leiter des klostereigenen Betriebs für Forstverwaltung mit Sägewerk. Im Juli 1945 wurde er Helfer von Pfarradministrator Alban Prause in der Pfarrei Schönau und am 15. August sein Nachfolger. Am 24. August 1945 wurde er zusammen mit seinem Vorgänger von der tschechischen Polizei willkürlich aus dem Pfarrhaus vertrieben und im Wald erschossen.

## Gedenken
Die Römisch-katholische Kirche in Deutschland nahm Pater Ansgar Schmitt als Märtyrer in das deutsche Martyrologium des 20. Jahrhunderts auf.